# Alexandre Yougbare
Alexandre Yougbare, född 1964, är en friidrottare från Burkina Faso. Han deltog vid olympiska sommarspelen 1988.